# 圣武亲征录

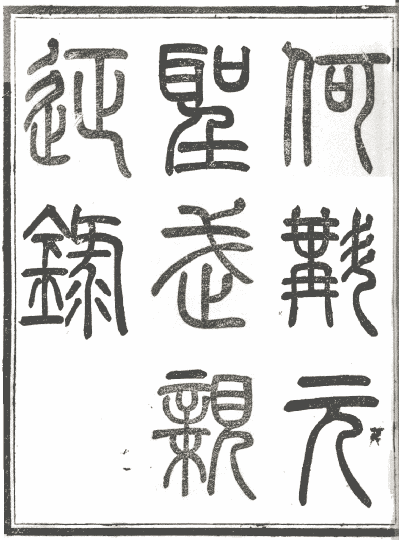
何斠《元圣武亲征录》封面，桐庐袁氏，光緖十六年出版。

《圣武亲征录》，亦称《皇元圣武亲征录》，简称《亲征录》，是一本蒙古史籍，作者不详，共一卷。其主要内容来自已失传的蒙古《金册》。

## 概述
本书内容为元太祖成吉思汗统一蒙古各部并向西发动军事征讨的故事，记事起于元太祖成吉思汗之生，迄于辛丑年(1241)元太宗窝阔台汗之死。
王国维据《说郛》本作《圣武亲征录校注》。伯希和的《圣武亲征录》法文译注因考释极其周详，成为之后学术依据。贾敬颜取校十八种版本（含王国维校注本及那珂通世、伯希和的译注本），著《圣武亲征录校本》，并加注释，1955年出版。